# Bob & Carol & Ted & Alice
Bob & Carol & Ted & Alice är en amerikansk dramakomedifilm från 1969 (premiär i Sverige 1970), regisserad av Paul Mazursky.
Filmen handlar i mycket om sexuell öppenhet i relationer, accepterande av otrohet etc. Den blev nominerad till fyra Oscars och var en framgång både bland kritiker och publik. Några år senare gjordes också en TV-serie med samma namn som filmen.

## Rollista (urval)
- Natalie Wood - Carol
- Robert Culp - Bob
- Elliott Gould - Ted
- Dyan Cannon - Alice
- Lee Bergere - Emilio
- K. T. Stevens - Phyllis
- Celeste Yarnall - Susan
- Lynn Borden - Cutter
- Greg Mullavey - Group Leader
- Leif Garrett - Jimmy Henderson